# 伊赖 (德塞夫勒省)
伊赖（法語：Irais，法語發音：[iʁɛ] ⓘ）是法国德塞夫勒省的一个市镇，属于帕尔特奈区。

## 地理
伊赖（46°52'45"N, 0°5'35"W）面积13.5 平方千米，位于法国新阿基坦大区德塞夫勒省，该省份为法国西部内陆省份，北起曼恩-卢瓦尔省，西接旺代省，南至夏朗德省和滨海夏朗德省，东临维埃纳省。
与伊赖接壤的市镇（或旧市镇、城区）包括：艾尔沃、阿瓦耶图阿尔赛、圣热内鲁、平原河谷镇。

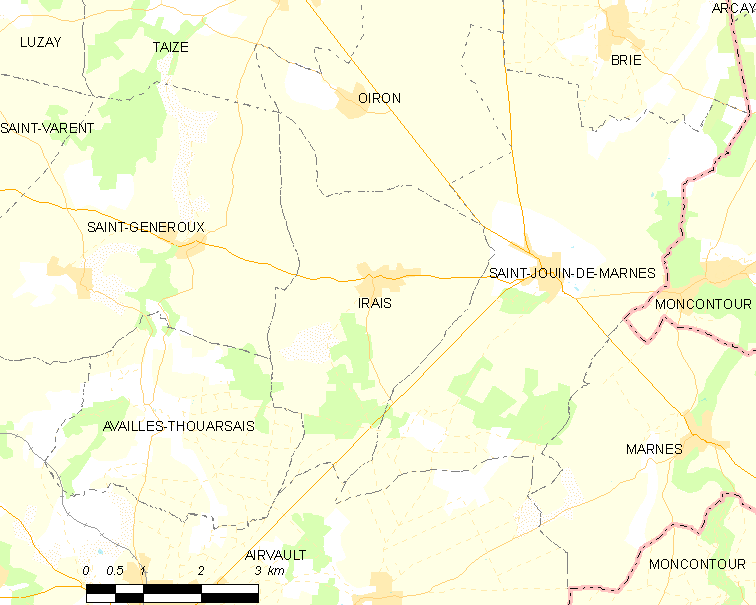
的OSM定位图

伊赖的时区为UTC+01:00、UTC+02:00（夏令时）。

## 行政
伊赖的邮政编码为79600，INSEE市镇编码为79141。

## 政治
伊赖所属的省级选区为图埃河谷县。

## 人口

1962-2008年间人口变化图示

伊赖于2022年1月1日时的人口数量为209人。